# شير لويد
شير لويد (بالإنجليزية: Cher Lloyd)‏ هي مؤلفة أغان ومغنية راب وعارضة أزياء بريطانية ولدت بتاريخ 28 يوليو 1993. وصلت لويد القمة بعد حصولها على المرتبة الرابعة في النسخة البريطانية من برنامج اكس فاكتور.
أصدرت أول أغنية فردية لها في يوليو 2011 تحت عنوان Swagger Jagger. وحصل على المرتبة الأولى في بريطانيا وعلى المرتبة الثانية في جمهورية أيرلندا، أما أغنيتها الثاني بعنوان مع حبك فحصلت على المرتبة الرابعة في بريطانية والمرتبة الخامسة في أيرلندا.

## روابط خارجية
- شير لويد على موقع IMDb (الإنجليزية)
- شير لويد على موقع ميوزك برينز (الإنجليزية)
- شير لويد على موقع إن إن دي بي (الإنجليزية)
- شير لويد على موقع أول ميوزيك (الإنجليزية)
- شير لويد على موقع ديسكوغز (الإنجليزية)